# Lytopylus
Lytopylus is een geslacht van insecten uit de orde vliesvleugeligen (Hymenoptera) en de familie schildwespen (Braconidae).

## Soorten
Deze lijst van 30 stuks is mogelijk niet compleet.
- L. azygos Viereck, 1905
- L. bicarinatus (Enderlein, 1920)
- L. bicristatus (Enderlein, 1920)
- L. boliviensis (Szepligeti, 1908)
- L. bradzlotnicki Sharkey, 2011
- L. brasiliensis (Enderlein, 1920)
- L. brevitarsis van Achterberg, 2011
- L. colleenhitchcockae Sharkey, 2011
- L. erythrogaster (Viereck, 1913)
- L. facetus (Enderlein, 1920)
- L. femoratus (Cameron, 1887)
- L. flavicalcar (Enderlein, 1920)
- L. gregburtoni Sharkey, 2011
- L. jessicadimauroae Sharkey, 2011
- L. jessiehillae Sharkey, 2011
- L. macadamiae (Briceno & Sharkey, 2000)
- L. melanocephalus (Cameron, 1887)
- L. melleus (Brues, 1926)

- L. mingfangi Sharkey, 2011
- L. niger (Papp, 1971)
- L. nigrobalteatus (Cameron, 1911)
- L. pastranai (Blanchard, 1952)
- L. rebeccashapleyae Sharkey, 2011
- L. robpringlei Sharkey, 2011
- L. romani (Shestakov, 1940)
- L. rufipes (Nees, 1812)
- L. sandraberriosae Sharkey, 2011
- L. spinulatus (van Achterberg & Chen, 2004)
- L. tayrona (Campos, 2007)
- L. vaughntani Sharkey, 2011